# Herb Moniek
Herb Moniek – jeden z symboli miasta Mońki i gminy Mońki w postaci herbu.

## Wygląd i symbolika
Herb przedstawia w złotym polu herbowym stojącą na zielonej murawie pannę w czerwonej sukni, z rozpuszczonymi włosami i z koroną na głowie, pochylającą się nad kwitnącym krzewem ziemniaczanym o białych, cętkowanych fioletowo kwiatach na zielonej łodydze, z dwoma zielonymi liśćmi.
W zamyśle pomysłodawców herbu, postać kobieca w koronie ma symbolizować Barbarę Radziwiłłównę, o której wiadomo iż bywała w okolicznych lasach na polowaniach.
Kwiat ziemniaka ma nawiązywać do nowszych tradycji i zajęć okolicznych mieszkańców. Motyw taki nie występował dotychczas w heraldyce miejskiej, wizerunek krzewu ziemniaczanego opracowano w oparciu o stare tablice barwne. Mimo że ziemniaków w czasach Barbary Radziwiłłówny w Polsce nie znano, twórcy herbu tłumaczą motyw jako symboliczne połączenie najstarszych i nowszych tradycji, twierdząc iż „można przyjąć, iż to duch Radziwiłłówny pochyla się nad ziemniaczanym kwiatem”.

## Historia
Do połowy lat 90. XX wieku herb Moniek był dwudzielny w pas. W polu górnym, czerwonym, przedstawiał białego orła ze złotą koroną, w polu dolnym, błękitnym, złotego żubra stojącego na zielonej murawie.
9 listopada 1995 ustanowiono nowy wzór herbu, a jego symbolika nawiązywała do patronimicznego źródłosłowu nazwy miasta, mającej pochodzić od rodu szlacheckiego Mońków herbu Rawicz. Herb Rawicz przedstawia „w polu złotym pannę w takiejż koronie i sukni czerwonej na niedźwiedziu czarnym kroczącym”. Panna oraz zielona murawa w herbie Moniek pochodzą zatem z herbu Rawicz. O ile uszczerbiony herb Rawicz był spotykany w polskiej heraldyce miejskiej, to Mońki jako pierwsze pozbawiły go niedźwiedzia, w pozostałych przypadkach symbolem heraldycznym jest kroczący niedźwiedź, z panną w wersji pełnej i bez panny w uszczerbionej.

## Flaga Moniek
Flaga Moniek nawiązuje do kolorystyki herbu ponieważ zawiera między innymi barwy; czerwieni (kolor dominujący) i złota.